# Кирилово (Сухиницький район)
Кирилово (рос. Кириллово) — село в Сухиницькому районі Калузької області Російської Федерації.
Населення становить 6 осіб. Входить до складу муніципального утворення Село Бринь.

## Історія
Від 2004 року входить до складу муніципального утворення Село Бринь

## Населення
| 2002 | 2010 |
| ---- | ---- |
| 8    | ↘6   |